# Jewgienija Kulikowska
Jewgienija Kulikowska, ros. Евгения Куликовская (ur. 21 grudnia 1978 w Moskwie) – rosyjska tenisistka.
W swojej karierze wygrała cztery turnieje WTA w grze podwójnej. Na swoim koncie ma również wygrane w turniejach ITF, dziewięć w grze pojedynczej i dwanaście w grze podwójnej.
Najwyżej sklasyfikowana w rankingu singlowym 9 czerwca 2003, na 91. miejscu, zaś w deblowym - 3 marca 2003, na 46. pozycji.

## Finały turniejów WTA
| Legenda                | Legenda |
| ---------------------- | ------- |
| Wielki Szlem           |         |
| Igrzyska olimpijskie   |         |
| WTA Tour Championships |         |
| 1988 – 2008            |         |
| Kategoria I            |         |
| Kategoria II           |         |
| Kategoria III          |         |
| Kategoria IV           |         |
| Kategoria V            |         |

### Gra podwójna
| Końcowy wynik | Nr | Data              | Turniej      | Nawierzchnia | Partnerka            | Przeciwniczki                                | Wynik finału  |
| ------------- | -- | ----------------- | ------------ | ------------ | -------------------- | -------------------------------------------- | ------------- |
| Finalistka    | 1. | 19 kwietnia 1998  | Makarska     | Ceglana      | Karin Kschwendt      | Tina Križan Katarina Srebotnik               | 6:7, 1:6      |
| Zwyciężczyni  | 1. | 25 kwietnia 1999  | Budapeszt    | Ceglana      | Sandra Nacuk         | Laura Montalvo Virginia Ruano Pascual        | 6:3, 6:4      |
| Zwyciężczyni  | 2. | 13 czerwca 1999   | Taszkent     | Ceglana      | Patricia Wartusch    | Eva Bes Gisela Riera                         | 7:6, 6:0      |
| Finalistka    | 2. | 8 sierpnia 1999   | Knokke-Heist | Ceglana      | Sandra Nacuk         | Eva Martincová Elena Wagner                  | 6:3, 3:6, 3:6 |
| Finalistka    | 3. | 21 listopada 1999 | Pattaya      | Twarda       | Patricia Wartusch    | Åsa Carlsson Émilie Loit                     | 1:6, 4:6      |
| Finalistka    | 4. | 12 maja 2002      | Warszawa     | Ceglana      | Silvija Talaja       | Jelena Kostanić Henrieta Nagyová             | 1:6, 1:6      |
| Zwyciężczyni  | 3. | 14 lipca 2002     | Palermo      | Ceglana      | Jekatierina Sysojewa | Ljubomira Baczewa Angelika Rösch             | 6:4, 6:3      |
| Finalistka    | 5. | 27 lipca 2002     | Sopot        | Ceglana      | Jekatierina Sysojewa | Arantxa Sánchez Vicario Swietłana Kuzniecowa | 2:6, 2:6      |
| Finalistka    | 6. | 9 lutego 2003     | Hajdarabad   | Twarda       | Tacciana Puczak      | Jelena Lichowcewa Iroda Tulyaganova          | 4:6, 4:6      |
| Zwyciężczyni  | 4. | 10 sierpnia 2003  | Helsinki     | Twarda       | Ołena Tatarkowa      | Tetiana Perebyjnis Silvija Talaja            | 6:2, 6:4      |